# Julie F. Barcelona
Julie F. Barcelona (1972) es una botánica, y pteridóloga neozelandesa. Es profesora adjunta en "Ciencias Biológicas" de la Universidad de Canterbury, en Christchurch.

## Algunas publicaciones
- Barcelona, J.F., L.L. Co, D.S. Balete, N.A. Bartolomé. 2009. Rafflesia aurantia (Rafflesiaceae): a new species from northern Luzon, Philippines. Gardens' Bulletin Singapore 61: 17-27
- ------------, P.B. Pelser, D.S. Balete, L.L. Co. 2009. Taxonomy, ecology, and conservation status of Philippine Rafflesia (Rafflesiaceae). Blumea 54: 77-93
- ------------, ------------, Cabutaje, E. M., N. A. Bartolomé. 2008. Another new species of Rafflesia (Rafflesiaceae) from Luzon, Philippines: R. leonardi. Blumea 53:223-228
- ------------, ------------, A.M. Tagtag, R.G. Dahonog, A.P. Lilangan. 2008. The rediscovery of Rafflesia schadenbergiana Göpp. ex Hieron. (Rafflesiaceae). Flora Malesiana Bulletin 14(3):162-165.
- ------------, ------------, M.O. Cajano. 2007. Rafflesia banahaw (Rafflesiaceae), a new species from Luzon, Philippines. Blumea 52: 345-350
- ------------, Cajano, M. O., A. S. Hadsall. 2006. Rafflesia baletei, another new Rafflesia (Rafflesiaceae) from the Philippines. Kew Bull. 61(2): 231-237
- ------------, N. E. Dolotina, G. S. Madroñero, W. G. Granert, D. D. Sopot. 2006. The ferns and fern allies of the karst forests of Bohol Island, Philippines. Amer. Fern J. 96 (1): 1-20
- ------------. 2005. Noteworthy fern discoveries in the Philippines at the turn of the 21st Century. Fern Gaz. 17(3): 139-146. Proceedings of the international symposium on the Ferns for the 21st Century held at the Royal Botanic Garden Edinburgh, Scotland. 12-16 de julio de 2004
- ------------. 2004. Collection and conservation status of pteridophytes in Panay Island, Philippines. Philipp. Sci. 41:57-73
- ------------. 2003. The Taxonomy and ecology of the pteridophytes of Mt. Iraya & vicinity, Batan Island, Batanes Province, Northern Philippines, in Pteridology in the New Millenium (Chandra and Srivastava, eds). Kluwer Academy Publishers. The Netherlands, 299-325
- ------------. 2003. Preliminary report on the ferns and fern allies (pteridophytes) of Mt. Bali-it, Balbalasang-Balbalan National Park, Kalinga, Northern Luzon, Philippines. Sylvatrop: The Technical Journal of Philippine Ecosystems and Natural Resources 13 (1&2): 81-92
- ------------, E. S. Fernando. 2002. A new species of Rafflesia (Rafflesiaceae) from Panay Island, Philippines. Kew Bull. 57: 647-651
- ------------. 2002. Philippine pteridophyte collections as a resource for conservation planning. Proc. of the “International Symposium on the Fern Flora Worldwide: Threats and Responses” esponsor British Pteridological Society & IUCN - Species Survival Commission.” Fern Gaz. 16 (6, 7 & 8): 307-312
- ------------, M. G. Price. 1999. A new Philippine Goniophlebium. Fern Gaz. 15 (7): 261-264
- ------------, B. Hernaez, M. G. Price. 1996. Philippine Schizaea. Asia Life Sci. 5 (1): 27-34

- La abreviatura «Barcelona» se emplea para indicar a Julie F. Barcelona como autoridad en la descripción y clasificación científica de los vegetales.[2]